# Hellmut Späth

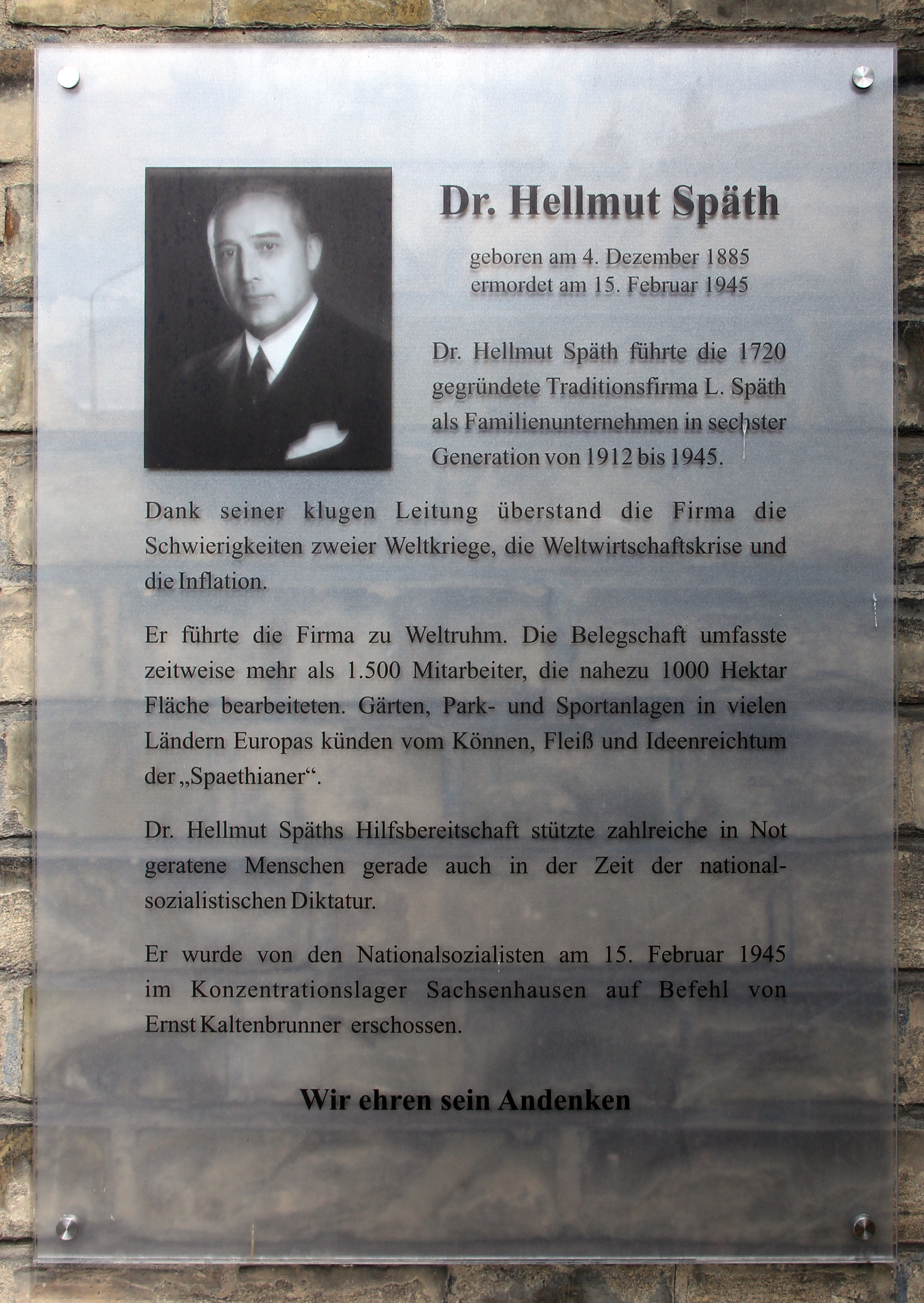
Gedenktafel für Hellmut Späth am Haus Späthstraße 80–81 in Berlin-Baumschulenweg

Hellmut Ludwig Späth (* 4. Dezember 1885 in Paris; † 15. Februar 1945 im KZ Sachsenhausen) war ein deutscher Baumschulenbesitzer. Er war letzter Inhaber der Späth’schen Baumschulen in Berlin.

## Werdegang
Späth wurde als Sohn des Berliner Baumschulenbesitzers Franz Späth und dessen erster Ehefrau geboren. Er besuchte das Internat Schulpforta, wo er das Abitur ablegte. Anschließend studierte er Botanik, Geologie, Nationalökonomie und Philosophie zunächst in Berlin und anschließend in Cambridge. 1910 kam er nach Berlin zurück und promovierte dort 1912 an der Landwirtschaftlichen Hochschule. Seine Dissertation erschien 1912 in Berlin im Verlag von Paul Parey unter dem Titel Der Johannistrieb. Ein Beitrag zur Kenntnis der Periodizität und Jahresringbildung sommergrüner Holzgewächse. In dieser Arbeit beschrieb er als erster die Entstehung von Seitentrieben beim Längenwachstum der Mutterachse, ohne dass dabei ein Knospenstadium durchlaufen wird, und prägte den Begriff Syllepsis für dieses Phänomen.
Im gleichen Jahr 1912 übertrug ihm sein Vater den Familienbetrieb in Berlin-Baumschulenweg, den er zwischen 1920 und 1930 zur damals größten Baumschule der Welt ausbaute, die bis zu 1.500 Mitarbeiter beschäftigte.
Im Jahr 1920 heiratete er Helga Eysler, eine Jüdin. Die gemeinsame Tochter, die spätere West-Berliner Journalistin und Fernsehmoderatorin Dagmar Späth, wurde 1922 geboren. 1926 ließ das Paar sich scheiden. Späth heiratete noch zweimal, wobei auch diese Ehen jeweils wieder geschieden wurden.
Mit der Weltwirtschaftskrise geriet der Baumschulbetrieb in wirtschaftliche Schwierigkeiten, weshalb Späth Ländereien verkaufen musste. Davor gehörten zum Betrieb 61 ha.
Nach der Machtergreifung trat Späth 1933 zum Wohl seines Unternehmens in die NSDAP ein. Vorteile waren direkte Kontakte zu den Machthabern, die Aufträge zur Begrünung von Autobahnen und bei der Gestaltung des Berliner Olympiastadions sowie des Flughafens Tempelhof zur Folge hatten. Konkurrenten und Neider denunzierten Späth, der mit „jüdischem Kapital“ arbeite, weiterhin Juden beschäftigte und seine Freundschaft zu Werner Magnus pflegte, einem Botaniker, der als Jude seine Professur an der Berliner Universität verloren hatte. Späths Tochter Dagmar aus der ersten Ehe mit Helga Eysler war nach nationalsozialistischer Definition „Halbjüdin“. Sie musste deshalb die Schule 1940 verlassen, wogegen Späth Einwände erhob.
Im Jahr 1943 machte die Gestapo Späths Privatsekretärin Erna Wisniewsky zu ihrer V-Person. Diese lieferte Informationen, die Späth des verbotenen Tauschhandels überführten. Er wurde am 1. März 1943 wegen „Kriegswirtschaftsvergehen“ in Schutzhaft genommen und in Bautzen eingesperrt. Im Schutzhaftbefehl führte Ernst Kaltenbrunner an, Späth gefährde „den Bestand und die Sicherheit des Volkes“, indem er durch versteckte Hetz- und Wühlarbeit Volk und Reich in seinem Schicksalskampf größtmöglichen Schaden zuzufügen unternimmt. Am 13. August 1943 wurde Späth zu einem Jahr Haft verurteilt. Die NSDAP schloss ihn aus, weil seine „charakterliche Einstellung“ mit der nationalsozialistischen nicht nur „nicht übereinstimme, sondern ihr entgegengesetzt“ sei. Nach Verbüßung der Strafe in der Haftanstalt Bautzen II überstellte ihn die Gestapo in das Konzentrationslager Sachsenhausen.
Als die SS am 15. Februar 1945 im KZ Sachsenhausen einen Massenmord an den Häftlingen durch Erschießungen verübte, gehörte Späth wahrscheinlich zu den Opfern. Als Todesursache gab die SS auf dem Totenschein Diarrhoe und einen Katarrh an.

## Nachleben und Gedenken
Die Sowjetische Militäradministration in Deutschland (SMAD) erkannte Späth nicht als NS-Opfer an. Späth galt als „überzeugter Nazi“, und der Betrieb wurde 1947 beschlagnahmt und 1949 in Volkseigentum überführt. Nach der Wiedervereinigung verlangten Späths Erben die Rückübertragung. Diese verweigerte die Treuhandanstalt mit der Begründung, die Enteignung durch die SMAD sei rechtens gewesen, weil Späth ein „Obernazi“ gewesen sei. Als die Treuhand auch vor Gericht dabei blieb, erlitt sie 1997 eine Niederlage, die einer Rehabilitierung Späths gleichkam.
Am 17. August 2009 wurde vor dem Hauptportal der Landesschule Pforta in Schulpforte ein Stolperstein-Mahnmal verlegt. Späth war Schüler dieser Schule.
Ein weiterer Stolperstein ist auf einer Treppenstufe zum Verwaltungsgebäude und ehemaligen Wohnhaus Hellmut Späths innerhalb des Geländes der Späth’schen Baumschule verlegt worden.

## Sonstiges
Eine 1936 in der Baumschule gezüchtete und 1936 in den Handel gegebene Floribunda-Rosen-Züchtung benannte Späth zu Ehren seiner Tochter Dagmar Späth.